# Åbo stadsorkester
Åbo stadsorkester (Åbo filharmoniska orkester) är en finländsk symfoniorkester.
Åbo stadsorkester grundades 1927 för att fortsätta den orkesterverksamhet som med vissa avbrott bedrivits från 1790 av Musikaliska sällskapet i Åbo. Orkestern (från 1944 helt kommunal) övertog bland annat nämnda sällskaps nyare orkesterbibliotek och lösöre. Orkestern, som 1927 bestod av ett trettiotal musiker, räknar 2006 75 medlemmar, och uppträder i det 1952 uppförda Åbo konserthus. Orkestern samarbetar nära med den 1982 grundade konsertkören Chorus cathedralis aboensis. 
Bland Åbo stadsorkesters dirigenter märks Tauno Hannikainen, Toivo Haapanen, Ole Edgren, Jorma Panula, Paavo Rautio, Jaques Mercier, Igor Bezrodnyi och Hannu Lintu. Förste gästdirigent sedan 2000 är Juha Kangas och chefsdirigent sedan 2003 Tibor Bogányi, hedersdirigent är Paavo Berglund. 
Bland Åbo stadsorkesters skivinspelningar märks pianokonserterna av Selim Palmgren samt verk av orkesterns huskomponist Mikko Heiniö; en dvd-inspelning av Richard Wagners Den flygande holländaren tillkom 2005.